# Ctenotus rubicundus
Ctenotus rubicundus är en ödleart som beskrevs av  Storr 1978. Ctenotus rubicundus ingår i släktet Ctenotus och familjen skinkar. Inga underarter finns listade i Catalogue of Life.